# Rauvosrivier
De Rauvosrivier (Zweeds: Rauvosjoki) is een rivier die stroomt in de Zweedse gemeente Pajala. De rivier ontstaat als afwateringsrivier van het meer Rauvosjärvi, een meer dat water verzamelt uit allerlei beken en van de huevelhellingen waaronder die van de Rauvospakka. De rivier stroomt oostwaarts door het moeras Jokivuoma (riviermoeras) en het Rauvosvuomo en is pas weer duidelijk zichtbaar als ze bij het meertje Rauvoslompolo aankomt. Vandaaruit kronkelt ze naar de Lainiorivier toe. Vlak nadat ze rivier tegenover het Rauvosniemi de rivier ontstaat, ligt er een stroomversnelling in de Lainiorivier, Rauvoskoski genaamd. De Rauvosrivier is circa 24 kilometer lang.
Afwatering: Rauvosrivier → Lainiorivier → Torne → Botnische Golf